# Zisterzienserinnenkloster La Purísima Concepción (Villarrobledo)
Das Zisterzienserinnenkloster La Purísima Concepción ist ein 1597 gegründetes Kloster der Zisterzienserinnen in Villarrobledo, Provinz Albacete in Spanien.

## Geschichte
Das 1597 gestiftete Kloster der Bernhardinerinnen besteht noch heute in der Straße Calle San Bernardo und ist bekannt als Monasterio de la Purísima Concepción y San Bernardo („von der reinsten Empfängnis und vom heiligen Bernhard“). Es gehört zur Zisterzienserinnenkongregation San Bernardo (C.C.S.B.). Die barocke Kirche besitzt eine Darstellung von Jesus mit Dornenkrone und Purpurmantel, in Spanien bekannt als „Christus von Medinaceli“.